# Чурманське
Чурма́нське (рос. Чурманское) — село у складі Байкаловського району Свердловської області. Входить до складу Краснополянського сільського поселення.
Населення — 374 особи (2010, 538 у 2002).
Національний склад населення станом на 2002 рік: росіяни — 92 %.